# Приезда II
Приезда II (на босняшки Prijezda II) е бан на Босна от 1287 до смъртта си през 1290 г.
Той е най-големият син на Приезда I и като дете е взет за заложник от доминиканците по поръка на папата заради симпатиите на баща му към богомилското учение. Този ход на римо-католическата църква целял да гарантира лоялността на Приезда I и неговите решителни действия срещу богомилите в Босна. Действително Приезда I се заел да преследва обявеното от папата за ерес богомилско учение и през 1253 г. синът му бил освободен и върнат в Босна.
Още приживе през 1287 г. възрастният Приезда I предал властта на синовете си като Приезда II започнал да управлява западната част на Босна между реките Дрина и Босна, а брат му Стефан I Котроманич – източната част.
Приезда II починал през 1290 г. и тъй като не оставил потомство, Стефан Котроманич поел управлението на цялата страна.